# 四唑
四唑（Tetrazoles）是一种杂环化合物，含有一个由四氮的五元环，化学式CN4H2。自然界中尚未发现四唑及其衍生物。

## 性质
视氢的位置不同，四唑有三种异构体，分别称为1-H，2-H和5-H-四唑。其中前两种氮上的氢可以改变位置而互相转化，是一对互变异构体，通常讨论的四唑即该平衡偏向的1-H-四唑。
四唑具有芳香性，其离域能为209 kJ·mol-1。

## 合成
用无水叠氮酸和氢氰酸加压下反应，首次制得了四唑。
氨基胍与亚硝酸钠在酸性条件下得5-氨基四唑，后者与亚硝酸作用得重氮盐，被乙醇还原得四唑。

## 应用
1H-四唑衍生物在生物化学和制药工业上有重要应用。四唑类药物可以作为羧酸酯基的生物电子等排体，用作血管紧张素II受体拮抗剂以治疗高血压、糖尿病肾病和充血性心力衰竭，例如氯沙坦，坎地沙坦。由于四唑具有爆炸性，四唑类药物的大量合成受到限制。
MTT（3-(4,5-二甲基-2-噻唑基)-2,5-二苯基四唑的溴盐）是一种细胞染料，作用于活细胞线粒体中的呼吸链，在琥珀酸脱氢酶（SDH）和细胞色素C的作用下四唑环开环，生成紫色的甲䐶结晶，用于测量细胞的存活率，这称为MTT試驗。不过，MTT也能缓慢杀死细胞。
四唑燃烧时产生高温，产物无毒，并具有高的燃烧速率。因此，四唑或5-氨基四唑有时用于汽车安全气囊用气体发生物质。